# Kostel svatého Jakuba Staršího (Boršov nad Vltavou)
Kostel svatého Jakuba Staršího je gotický jednolodní kostel v centru obce Boršov nad Vltavou. Byl vystavěn na konci 15. století a je sídlem Římskokatolické farnosti Boršov nad Vltavou. Je neobvyklý svým obdélníkovým presbytářem a kostelním zvonem, který patří mezi nejstarší dochované na území Čech. V současnosti je kostel spravován duchovními sídlícími ve farnosti sv. Jana Nepomuckého v Českých Budějovicích.

## Historie kostela
V roce 1496 byl dostavěn nový kostel v Boršově nad Vltavou, který nahradil původní, již nevyhovující dřevěný kostel. Byl zasvěcen svatému Jakubu Staršímu. Stalo se tak v době, kdy Boršov patřil rožmberskému vrchnímu písaři Mikuláši z Pelhřimova, který byl tedy pravděpodobně jeho fundátorem. Stavitelem byl Linhart z Altenberku. Obdélníkové kněžiště s gotickými okny na jihovýchod se dochovalo velmi dobře, klenba kostelní lodi se ale propadla a byla v rámci přestavby v roce 1703 nahrazena rovným stropem.
K tragické události došlo 18. června 1620, kdy přes Boršov táhlo uherské vojsko, jehož vojáci během mše vtrhli do kostela, kněze rozsekali na kusy a věřící povraždili Také všechno vnitřní vybavení kostela bylo zničeno s výjimkou kamenné křtitelnice. Proto je dnešní vybavení podstatně mladší než kostel sám. Barokní hlavní oltář byl dovezen z kostela sv. Víta v Habří, který byl zrušen v roce 1787 v rámci josefínských reforem. Obraz na hlavním oltáři zpodobňující svatého Jakuba byl namalován Františkem Bohumilem Doubkem až v roce 1914. Také většina fresek na zdech kostela pochází až z roku 1845. Výjimkou je velká freska svatého Kryštofa na jihovýchodní stěně kostelní lodě, která pochází z 15. století. Všechny fresky byly znovuodkryty během poslední velké opravy interiéru v roce 1944. Dva roky předtím, v roce 1942 získal kostel nové varhany.

## Hlavní zvon
Vedle křtitelnice je jedinou původní součástí kostela hlavní zvon, odlitý v roce 1498, krátce po dostavění kostela. Váží 365 kg, jeho průměr je 86 cm a výška 59 cm. Je zdoben třemi reliéfy světců (Panna Marie, sv. Jakub Starší a sv. Bernard) a také latinským nápisem, který v češtině zní následovně: Maria, panno pannen, Maria matko milosti, matko milosrdenství ochraň nás od nepřátel, přijmi v hodině smrti. Léta Páně 1495 Mikuláš Buxman, vyžádej nám prominutí všech vin u Tvého milostivého syna. Mistr z Českých Budějovic.

## Fara

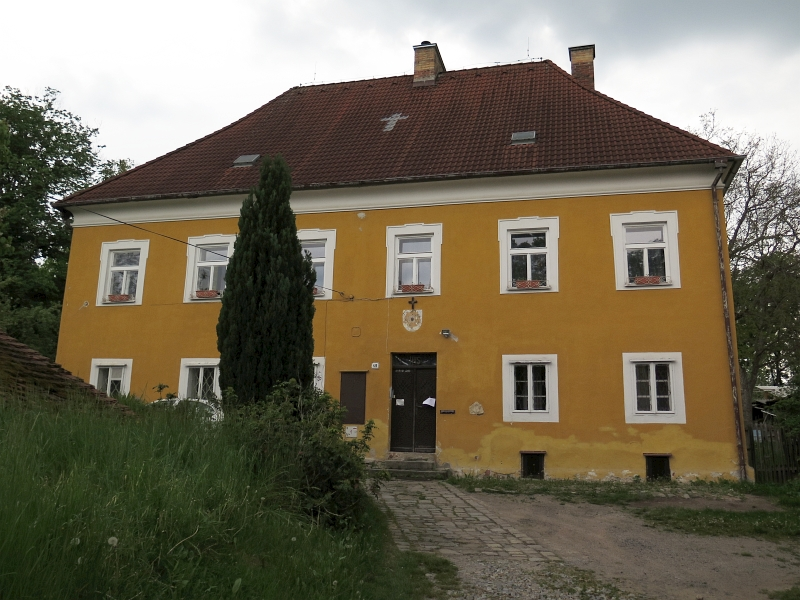
Boršovská fara v roce 2016

První písemná zmínka o faře pochází už z roku 1403, tedy téměř sto let předtím než byl postaven současný kostel. Římský papež Bonifác IX. v listině adresované Jindřichu III. z Rožmberka propůjčil tomuto šlechtici několik far a jedna z nich byla právě ta boršovská. Znak Rožmberků je také vyobrazen na fasádě fary přímo nad vchodem. Současná fara je barokním, dvoupodlažní domem s okny lemovanými šambránami. Spolu s přiléhajícími hospodářskými budovami, venkovním sklepem, zahradním altánem zahloubenou cestou ke kostelu představuje vzácně dochovaný příklad venkovského farního areálu. Celý areál fary i s přiléhajícími pozemky byl v srpnu roku 2003 na návrh tehdejšího Státního památkového ústavu v Českých Budějovicích prohlášen za kulturní památku.